# Richard Bancroft
Richard Bancroft (Farnworth, septiembre 1544-2 de noviembre de 1610) fue un eclesiástico inglés, arzobispo de Canterbury de 1604 a 1610 y "supervisor en jefe" de la Biblia del rey Jacobo. 

## Biografía
Bancroft nació en septiembre de 1544 en Farnworth, ahora parte de Widnes, Cheshire. Era el segundo hijo del caballero John Bancroft y su esposa Mary Curwen. Su madre era hija de James Curwen, hermano de Hugh Curwen, arzobispo de Dublín de 1555 a 1567 y posteriormente obispo de Oxford hasta su muerte en noviembre de 1568.
Inicialmente fue educado en la escuela primaria local, fundada por el obispo William Smyth, también de Farnworth. Se trasladó a Cambridge donde, a costa de su tío abuelo, primero asistió al Christ's College y, cuando hubo sospechas de 'puritanismo', marchó de seguido al Jesus College; obtuvo su título universitario en 1567, realizando luego una maestría de artes en 1570.

### Promociones
Era mayor que la mayoría de los estudiantes, supuestamente debido a problemas económicos, y aparentemente tenía más éxito en los deportes que en los estudios; en 1564, su tío Hugh obtuvo una sinecura para él en St Patrick's, Dublín. Ordenado por esa época, fue nombrado capellán de Richard Cox, entonces obispo de Ely, y en 1575 fue presentado a la rectoría de Teversham en Cambridgeshire. Al año siguiente fue uno de los predicadores de la universidad. 
Se graduó como bachiller de Divinidad en 1580 y en 1585 como doctor en Divinidad. En 1584 fue nombrado rector del St Andrew en Holborn. En 1585 fue nombrado tesorero de la catedral de San Pablo, Londres, y en 1586 fue nombrado miembro de la comisión eclesiástica. El 9 de febrero de 1589 predicó en Paul's Cross un sermón, cuya esencia era un ataque apasionado contra los puritanos. Describió sus discursos y procedimientos, caricaturizó sus motivos, denunció el ejercicio del derecho de juicio privado y expuso el derecho divino de los obispos en un lenguaje tan fuerte que uno de los consejeros de la reina lo consideró una amenaza contra la supremacía de la corona.

### Obispo de Londres
Al año siguiente, Bancroft se convirtió en prebendado de St Paul; había sido canónigo de Westminster desde 1587. Fue capellán sucesivamente del Lord Canciller Hatton y del Arzobispo Whitgift. El 21 de abril de 1597 es elegido como obispo de Londres, teniendo lugar el 5 de junio su consagración. A partir de este momento, como consecuencia de la edad y la incapacidad para los negocios del arzobispo Whitgift, estuvo virtualmente investido con el poder de primate y tenía la administración exclusiva de los asuntos eclesiásticos.  
Entre los casos más notables que cayeron bajo su dirección estaban los procesos contra "Martin Marprelate", Thomas Cartwright y sus amigos, y John Penry, cuyos "escritos sediciosos" hizo que fueran interceptados y entregados al Lord Keeper. 
En 1600 fue enviado en una embajada, junto con otros, a Emden, con el fin de resolver ciertos asuntos en disputa entre los ingleses y los daneses. Sin embargo, esta misión fracasó. Bancroft estuvo presente en la muerte de la reina Isabel.  

### Arzobispo de Canterbury
En marzo de 1604 Bancroft, a la muerte de Whitgift, fue nombrado presidente de la convocatoria por escrito real y luego reunido; y allí presentó un libro de cánones recogido por él mismo. Fue adoptado y recibió la aprobación real, pero se opuso fuertemente y fue anulado por el Parlamento dos meses después. En noviembre siguiente fue elegido sucesor de Whitgift en la sede de Canterbury . Continuó mostrando el mismo celo y severidad que antes, y con tanto éxito que Lord Clarendon, escribiendo en su alabanza, expresó la opinión de que "si Bancroft hubiera vivido, rápidamente habría extinguido todo ese fuego en Inglaterra que se había encendido en Ginebra". 
En 1608 fue elegido rector de la Universidad de Oxford. Uno de sus últimos actos públicos fue una propuesta presentada ante el Parlamento para mejorar los ingresos de la Iglesia y un proyecto para un colegio de teología controvertida en Chelsea. En los últimos meses de su vida participó en la discusión sobre la consagración de ciertos obispos escoceses, y fue en cumplimiento de su consejo que fueron consagrados por varios obispos de la Iglesia inglesa. Mediante este acto se sentaron las bases de la Iglesia Episcopal Escocesa. Bancroft era "el supervisor principal" de la versión autorizada de la Biblia. Murió en Palacio de Lambeth el 2 de noviembre de 1610. 

## Descubrimiento de su ataúd
En 2016, durante la renovación del Garden Museum, que se encuentra en la iglesia medieval de St Mary-at-Lambeth, se encontraron 30 ataúdes de plomo; uno con una mitra roja y dorada del arzobispo encima. En uno de estos ataúdes, una placa de metal sirvió para identificarlo como el de Bancroft.